# Cantó de Levie
El cantó de Levie és una antiga divisió administrativa francesa situat al departament de Còrsega del Sud i la regió de Còrsega. Va desaparèixer el 2015.

## Geografia
El cantó s'organitza al voltant de Levie dins el districte de Sartène. la seva altitud varia entre 0 m i 1.480 m (Zonza).

## Administració
| Període   | Identitat                  | Partit | Qualitat         |
| --------- | -------------------------- | ------ | ---------------- |
| 2004-2015 | Sébastien-Marc Rocca Serra | DVD    | alcalde de Zonza |

## Composició
| Nom                   | Població | Codi Postal | Codi Insee |
| --------------------- | -------- | ----------- | ---------- |
| Carbini               | 100      | 20170       | 2A061      |
| Levie                 | 696      | 20170       | 2A142      |
| San-Gavino-di-Carbini | 738      | 20170       | 2A300      |
| Zonza                 | 1 802    | 20124       | 2A362      |

## Demografia
| 1962  | 1968  | 1975  | 1982  | 1990  | 1999  |
| ----- | ----- | ----- | ----- | ----- | ----- |
| 1.946 | 2.286 | 2.560 | 2.761 | 3.014 | 3.336 |